# Ieri, oggi e... domani?
Ieri, oggi e... domani? è stato un programma televisivo in onda su Rai 3 nel 1993 con la conduzione di Simona Marchini, Gianni Minà ed Enrico Vaime. 

## Il programma
La trasmissione nasce come spin-off di "Ieri e oggi" ed è in onda per 8 puntate su Rai 3 nel 1993, con la conduzione di Enrico Vaime (che ne fu anche autore), con Simona Marchini e Gianni Minà.
Regia di Franza Di Rosa.

## Puntate
| N° | Data       | Ospiti |
| -- | ---------- | --- |
| 1  | 01/07/1993 | Nino Manfredi, Paolo Panelli, Delia Scala, Michele Santoro, Bruno Vespa, Alba Parietti                                                                                 |
| 2  | 08/07/1993 | Palmiro Togliatti, Moana Pozzi |
| 3  | 15/07/1993 | Piero Badaloni, Carmen Lasorella, Enrico Mentana, Mario Monicelli, Livia Ravera, Sabrina Salerno, Cinzia Leone, Carlo Verdone                                          |
| 4  | 22/07/1993 | Pippo Baudo, Alba Parietti, Gabriella Carlucci, Claudio Saint Just, Giancarlo Giannini                                                                                 |
| 5  | 29/07/1993 | Elisabetta Gardini, Maurizio Costanzo, Athina Cenci, Gigi Proietti, Paola Pitagora, Nino Castelnuovo                                                                   |
| 6  | 05/08/1993 | Chicco Testa, Irene Pivetti, Pier Ferdinando Casini, Don Lurio, Heather Parisi, Sydne Rome, Gloria Paul, Moana Pozzi, Lauretta Masiero, Aroldo Tieri, Alberto Lionello |
| 7  | 12/08/1993 | Gino Bramieri, Marisa Del Frate, Giancarlo Santalmassi, Marcelle Padovani, Dacia Maraini, Lorella De Luca, Angela Cavagna, Guido Crapanzano, Don Backy                 |
| 8  | 19/08/1993 | Dino Verde, Iaia Fiastri, Stefano Nosei, Dario Fo, Franca Rame |